# Pittsburg (Kansas)
Pour les articles homonymes, voir Pittsburg.
La ville américaine de Pittsburg est située dans le comté de Crawford, dans l’État du Kansas. Elle comptait 20 233 habitants lors du recensement de 2010.

## Enseignement
La ville est le siège de l'université d'État de Pittsburg.

## Source
- (en) Cet article est partiellement ou en totalité issu de l’article de Wikipédia en anglais intitulé « Pittsburg, Kansas » (voir la liste des auteurs).